# Cư Kbang
Cư Kbang là một xã thuộc huyện Ea Súp, tỉnh Đắk Lắk, Việt Nam.
Xã Cư Kbang có diện tích 80,6 km², dân số năm 1999 là 1858 người, mật độ dân số đạt 23 người/km².